# عسكر أكبري (مقاطعة فيروزآباد)
عسكر أكبري (بالإنجليزية: Tolombeh-ye Askar Akbari)‏ هي human-geographic territorial entity تقع في فارس في إيران.